# Dorrit Willumsen

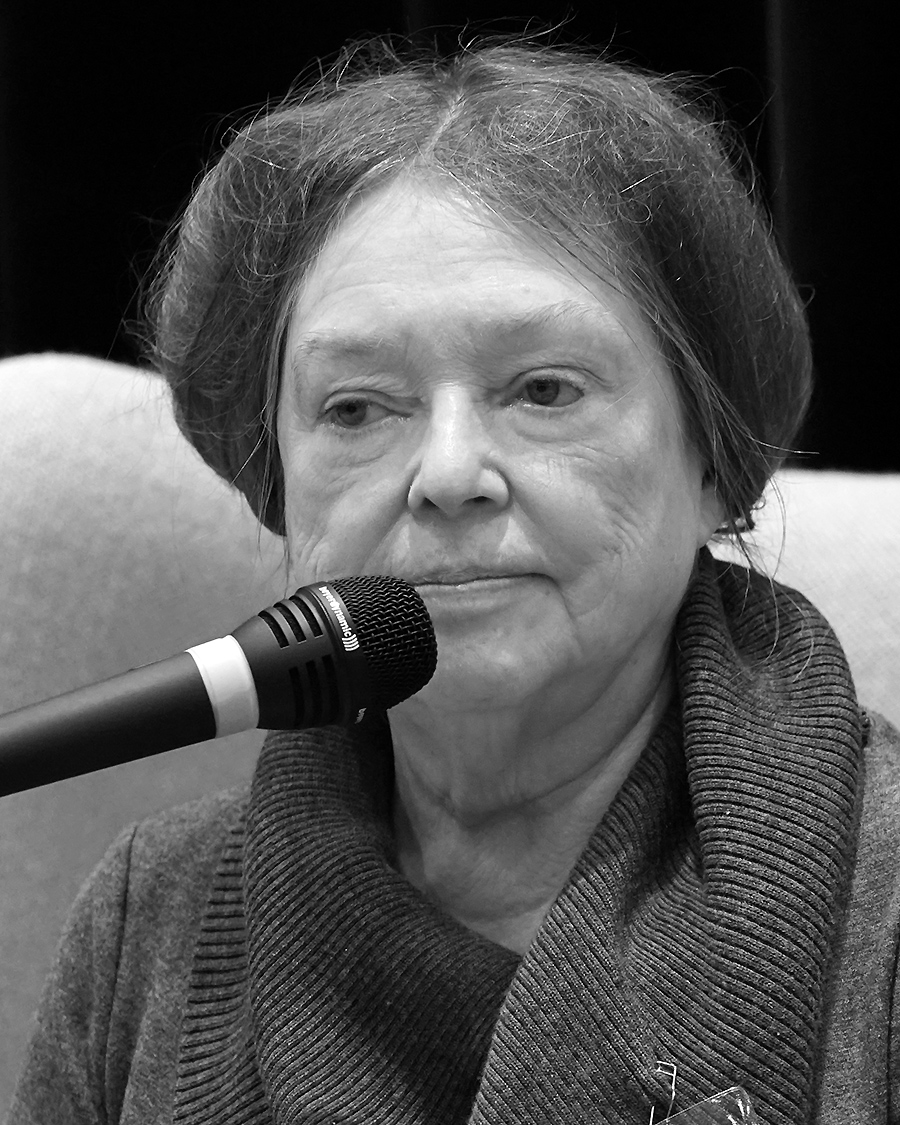
Dorrit Willumsen (2015)

Dorrit Willumsen, född 31 augusti 1940 i Köpenhamn, är en dansk författare.
Hon debuterade 1965 med novellsamlingen Knagen. Därefter har hon givit ut en rad romaner samt dikt- och novellsamlingar. Hon fick sitt egentliga genombrott med romanen Marie som handlar om Madame Tussauds liv.
Willumsen är gift med författaren Jess Ørnsbo.